# 絶望と希望
『絶望と希望』（ぜつぼうときぼう）は日本のシンガーソングライター・川嶋あいが2005年4月6日に発売した6枚目のシングル。

## 概要
前作『「さよなら」「ありがとう」〜たった一つの場所〜』から約5ヶ月ぶりにリリースされた作品。
セガから発売されたPS2用ソフト『シャイニング・フォース ネオ』のオープニングを飾っている。
週間オリコンチャートで自己のベスト記録更新となるインディーズ女性ソロ最高位となる初登場9位を記録し、更に2作品目のTOP10入りという初の快挙を成し遂げた。

## 収録曲
- 全作詞・作曲：川嶋あい

1. 絶望と希望
編曲：陶山準
セガ『シャイニング・フォース ネオ』 オープニングテーマ
PVの一部に同ゲームの映像が流れる。
2. 天使降臨
編曲：ieP
3. 絶望と希望(instrumental)
4. 天使降臨(instrumental)